# Class Editori
Class Editori è una casa editrice italiana fondata nel 1986 da Paolo Panerai e attiva nel campo dell'informazione finanziaria, del lifestyle e dei beni di lusso con quotidiani e periodici. Possiede anche una propria agenzia di stampa. È inoltre attiva nel campo televisivo, radiofonico e dei sistemi di video informazione (Telesia Sistemi) trasmessi nei principali aeroporti e nelle metropolitane di Roma e Milano.
Dal 30 novembre 1998 la società è quotata alla borsa di Milano dove è presente nell'indice FTSE Italia Small Cap.

## Attività editoriali
Quotidiani
- MF Milano Finanza
- Italia Oggi

Periodici
- Capital (dal 2005)
- Class
- Gentleman
- Patrimoni
- Global Finance
- MFF Magazine

Agenzia di stampa
- MF Newswires, joint venture con Newswires[6]

Canali TV
- Class CNBC, joint venture con CNBC Europe
- Class TV Moda
- Up TV (già Telesia Tv)

Radio
- Radio Classica (radio FM, via internet e via satellite)
- 35% di WorldSpace Italia (radio via satellite)

Internet
Vari portali tra cui:
- MF/MilanoFinanza
- Prodotti per i professionisti della finanza
- ItaliaOggi Quotidiano economico, giuridico e politico
- Radioclassica - Radio sul web
- Milano Fashion Global Summit

## Altre attività, facenti capo alla controllata e-Class
Agenzia raccolta pubblicitaria:
- Class pi[7]

Organizzazione eventi:
- Class Agorà[8]

Formazione studenti:
Campus - Salone dello studente
Fornitura di dati e delle notizie in tempo reale, via internet:
- MF PRO

Diffusione delle informazioni finanziarie via Intranet e Internet:
- MF Trading
- MF Net
- MF Web
- MFT 2.0

## Azionariato
- Euroclass Multimedia Holding SA - 46,809%
- Paolo Panerai - 11,842%
- Flottante - 41,349%